# Литовский, Марк Зиновьевич
Марк Зиновьевич Литовский (укр. Марк Зіновійович Лито́вський), настоящее имя — Маркс Зиновьевич Литовский (укр. Маркс Зіновійович Лито́вський, род. 17 августа 1940, Черкассы, Киевская область) — глава города Черкассы в 1992-1994 годах.

## Биография
Родился в 1940 году в Черкассах, родители — уроженцы Черкасской области. Имеет высшее образование.
В течение пяти лет был заведующим Черкасского горкоммунхоза. С 1975 по 1992 год — директор Черкасского авторемонтного завода.
После отставки Владимира Соколовского по состоянию здоровья, 3 ноября 1992 года 108 голосами депутатов Черкасского городского совета Литовский был избран главой городского совета и горисполкома. Его правление в городе ознаменовалось масштабной приватизацией имущественных комплексов, предприятий, магазинов, заведений общепита, ростом бизнеса и преступности. Литовский отличился как хороший хозяйственник, не любивший принимать участие в митингах и не был сильным в политических играх.
На выборах городского главы 1994 года Литовский пользовался поддержкой управленческого аппарата, позиционировал себя как защитника обездоленных и имел негласную поддержку коммунистов и социалистов. В первом туре 26 июня Литовский занял первое место среди пятерых кандидатов, однако 10 июля 1994 года во втором туре он проиграл своему заместителю Владимиру Олейнику (26,8% против 33,9%). 11 июля Марк Литовский подал заявление о фальсификации, но комиссия оставила его без рассмотрения. 12 июля Владимир Олейник предпринял попытку захватить кабинет городского главы, в результате чего между ним и Марксом Литовским возникла потасовка. В тот же день городская избирательная комиссия официально признала Олейника городским главой, а попытка провести перепроверку бюллетеней привела к стычке с участием представителей милиции, спецподразделения «Беркут» и одной из криминальных группировок. После выборов с июля 1994 года до февраля 1995 года Литовский безрезультатно оспаривал результаты выборов в судах: городская избирательная комиссия и сам Олейник игнорировали решения судов и протесты прокуратуры. В 1995 году вопрос даже рассматривала Верховная Рада, однако не приняла никакого решения.
После поражения на выборах работал начальником Управления имущества области Черкасской ОГА.
Эмигрировал в Соединённые Штаты Америки, определённое время работал менеджером станции технического обслуживания, после чего вышел на пенсию. По состоянию на 2008 год проживал в Лос-Анджелесе, позже переехал в город Санта-Моника.